# Marruecos en el Festival de la Canción de Eurovisión
Marruecos participó en el Festival de la Canción de Eurovisión por primera y única vez en 1980 con la canción «Bitaqat Hub», interpretada por Samira Saïd en árabe.

## Historia
La emisora marroquí, Société Nationale de Radiodiffusion et de Télévision (SNRT), hizo el debut del país en 1980, convirtiéndose en el primer país africano y árabe en participar en el concurso, aprovechando la ausencia de Israel ese año. Su debut también condujo a la primera actuación en árabe en la historia del Festival de Eurovisión.
La canción elegida para el concurso fue «Bitaqat Hub», interpretada por la famosa cantante marroquí Samira Saïd. El tema tan solo recibió siete puntos, todos de Italia, y obtuvo el decimoctavo puesto, solo por delante de Finlandia. El pobre resultado llevaría a Hasán II, a la sazón rey de Marruecos, a jurar que el país nunca más participaría en el festival.
La TVM se planteó de nuevo participar en el 2008. El gobierno valoró positivamente que Marruecos aprovechara la popularidad de la música marroquí en Europa apoyado en el hecho de que este género musical es muy parecido a la música de Turquía, país que había cosechado éxitos notables en ediciones anteriores. Sin embargo, y según las reglas del concurso, el país estaría obligado a retransmitir el Festival en su totalidad. Actualmente, TVM retransmite el festival cada año, pero no muestra aquellos aspectos que pudieran desentonar con la línea oficial del gobierno marroquí. Así, si existe algo que vaya en contra de las leyes locales, por ejemplo, mostrar demasiado (Silvía Night, The Jet Set), o letras contrarias al islam (Lordi)[cita requerida], transmite publicidad, lo cual no podría hacer si participara. Al final se decidió no participar. 

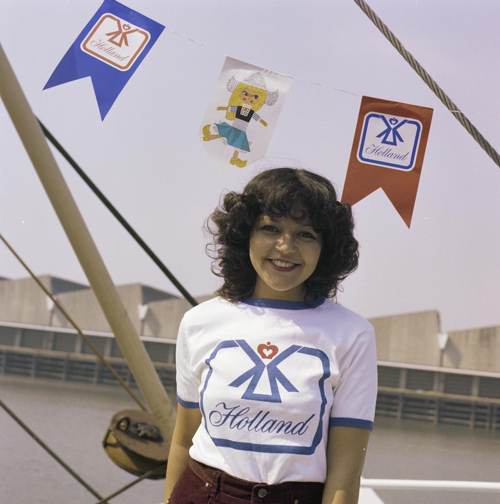
Samira Said representante de Marruecos en Eurovision 1980.

La estación comercial 2M TV envió su solicitud de membresía a la UER para que Marruecos pueda participar dentro del Festival de la Canción de Eurovisión y en el Festival de Eurovisión Junior. La UER se niega a admitir a 2MTV como estación miembro, dado que la TVM mantiene los derechos exclusivos de membresía para todo Marruecos. Solamente se admitiría a 2MTV como miembro de la UER si se comprometiera a pasar a emitir una programación plenamente generalista, y si previamente TVM abandonase la Unión Europea de Radiodifusión.

### Retirada en1981
El hecho de que Marruecos terminara en decimoctava y penúltima posición, con tan solo 7 puntos, dio lugar más tarde a la renuncia a participar en el Festival que el año siguiente se organizaría en Dublín. Sin embargo, no se podía negar que la participación de Samira Saïd en el Festival de Eurovisión le reportó cierta popularidad y éxito en su carrera profesional.

## Participaciones
Leyenda
     Ganador
     Segundo puesto
     Tercer puesto
     Cuarto o quinto puesto (Top 5)
     Último puesto
| Año                            | Sede    | Artista        | Canción       | Final | Pts. | Semifinal           | Pts.                |
| ------------------------------ | ------- | -------------- | ------------- | ----- | ---- | ------------------- | ------------------- |
| 1980                           | La Haya | Samira Bensaïd | «Bitaqat Hub» | 18    | 7    | No hubo semifinales | No hubo semifinales |
| No participó entre 1981 y 2025 |         |                |               |       |      |                     |                     |

## Votación de Marruecos
En su única participación, en 1980, la votación de Marruecos fue:
| Más puntos otorgados | Más puntos otorgados | Más puntos otorgados |
| Pos.                 | País                 | Puntos               |
| -------------------- | -------------------- | -------------------- |
| 1                    | Turquía              | 12                   |
| 2                    | Alemania             | 10                   |
| 3                    | Reino Unido          | 8                    |
| 4                    | Suiza                | 7                    |
| 5                    | Suecia               | 6                    |

| Más puntos recibidos | Más puntos recibidos | Más puntos recibidos |
| Pos.                 | País                 | Puntos               |
| -------------------- | -------------------- | -------------------- |
| 1                    | Italia               | 7                    |